# Joãozinho (ur. 1941)
Joãozinho, właśc. João Carlos da Silva Severiano (ur. 26 września 1941 w Porto Alegre) brazylijski piłkarz, występujący na pozycji napastnika.

## Kariera klubowa
Karierę piłkarską Joãozinho rozpoczął w Grêmio Porto Alegre. W 1961 występował w argentyńskim CA Independiente. W 1962 powrócił do Grêmio i grał w nim do zakończenia kariery w 1972. Z Grêmio ośmiokrotnie zdobył mistrzostwo stanu Rio Grande do Sul -Campeonato Gaúcho w 1960, 1962, 1963, 1964, 1965, 1966, 1967 i 1968.
14 listopada 1971 w zremisowanym 1-1 meczu z Corinthians Paulista Joãozinho zadebiutował w nowo utworzonej lidze brazylijskiej. 9 grudnia 1971 w zremisowanym 1-1 meczu z SE Palmeiras Joãozinho wystąpił po raz ostatni w lidze brazylijskiej. W barwach Grêmio wystąpił w 417 meczach i strzelił 131 bramek.

## Kariera reprezentacyjna
W reprezentacji Brazylii Joãozinho zadebiutował 17 kwietnia 1966 w wygranym 1-0 meczu z reprezentacją Urugwaju w Copa O'Higgins 1966. W 67 min. meczu zdobył jedyną bramkę w meczu. Trzy dni później wystąpił w przegranym 1-2 meczu rewanżowym, w którym w 22 min. zdobył jedyną bramkę dla Brazylii.